# Tiy (esposa de Ramsés III)
Tiy fue una reina del Antiguo Egipto de la Dinastía XX; esposa secundaria de Ramsés III, contra quien instigó una conspiración.
Tiye es conocida por el Papiro Judicial de Turín, que registra que hubo una conspiración de su harén contra Ramsés, en la que estuvieron involucradas varias personas en altos cargos del gobierno del faraón. Los conspiradores querían matar al rey y colocar en el trono al hijo de Tiye, Pentauer, en lugar del heredero designado, el hijo de Tyti, una de las dos principales esposas del rey.
Ramsés fue atacado por múltiples asaltantes, uno de ellos le cortó el cuello y otro le amputó el dedo gordo del pie con una espada pesada o un hacha. Sin embargo, su heredero designado pudo controlar la situación y lo sucedió como Ramsés IV. Los conspiradores fueron capturados, llevados a juicio y condenados. La mayoría murieron quemados y sus cenizas esparcidas en la calle. Otros, de mayor rango, incluido Pentauer, se vieron obligados a suicidarse. No se sabe qué pasó con Tiy.